# Piry Valtasara, ili Notj so Stalinym
Piry Valtasara, ili Notj so Stalinym (russisk: Пиры Валтасара, или Ночь со Сталиным) er en sovjetisk spillefilm fra 1989 af Jurij Kara.

## Medvirkende
- Aleksej Petrenko – Joseph Stalin
- Aleksandr Feklistov – Sandro
- Valentin Gaft – Lavrentij Beria
- Larisa Belogurova – Nina Beria
- Jevgenij Jevstignejev – Mikhail Kalinin